# Pablo Barrios Rivas
Pablo Barrios Rivas (nascut el 15 de juny de 2003) és un futbolista professional espanyol que juga com a migcampista ofensiu a l'Atlètic de Madrid.

## Carrera de club
Barrios va començar la seva carrera juvenil al Reial Madrid abans de traslladar-se al seu rival de la ciutat, l'Atlètic de Madrid, el 2017. Es va convertir en una part central de l'equip sub-19 del club la temporada 2021-22, que va arribar a les semifinals de la Lliga Juvenil de la UEFA per primera vegada en la història del club.
El 3 de març de 2022, Barrios va signar el seu primer contracte professional amb l'Atleti, fins al 2025. A la temporada 2022-23, va passar a jugar amb l'equip filial, però aviat va ser convocat al primer equip, i va debutar professionalment (i a la Lliga) el 29 d'octubre, com a substitut a la segona part de Geoffrey Kondogbia en un Derrota per 3-2 davant el Cádiz CF.
Barrios va marcar el seu primer gol amb l'Atleti el 22 de desembre de 2022, marcant el segon gol del seu equip en una victòria per 3-1 fora de casa contra el CD Arenteiro, per a la Copa del Rei de la temporada. El seu primer gol professional va arribar el 4 de gener de 2023, quan va marcar el segon de la victòria de l'Atlètic per 2-0 a l'Oviedo, també per a la copa nacional.
El 25 de gener de 2023, Barrios va renovar el seu contracte fins al 2028, i va ascendir oficialment a la plantilla principal, amb l'assignació de la samarreta dorsal 24. La temporada 2024-25, després de la sortida del seu company de l'Atleti, Saúl, va heretar la seva samarreta número 8 i va consolidar encara més la seva posició de titular a la plantilla de Diego Simeone.

## Carrera internacional
Barrios és internacional juvenil amb Espanya, i va debutar amb la selecció espanyola sub-19 el 2022. També va ser membre de la selecció espanyola sub-23 que va guanyar una medalla d'or en futbol als Jocs Olímpics d'estiu de París 2024.

## Palmarès
Espanya sub-23
- Medalla d'or als Jocs Olímpics d'estiu: 2024[8]